# Мілева Жикич
Мілева Жикич (1922, Крагуєваць, Королівство Югославія — 17 лютого 2011, Крагуєваць, Сербія) — югославська театральна акторка. Працювала у Князівсько-сербському театрі.